# Iva Prandževová
Iva Prandževová (bulharsky Ива Пранджева; * 15. února 1972, Plovdiv) je bývalá bulharská atletka, jejíž specializací byl trojskok a skok daleký.

## Kariéra
V roce 1990 se stala v rodném městě juniorskou mistryní světa ve skoku dalekém. O rok později ve stejné disciplíně vybojovala na ME juniorů v Soluni bronzovou medaili. Na MS v atletice 1993 ve Stuttgartu vybojovala bronzovou medaili v trojskoku, který byl tehdy na programu světového šampionátu vůbec poprvé. V roce 1994 na halovém ME v Paříži skončila pátá v trojskoku a na evropském šampionátu v Helsinkách obsadila osmé místo v dálce. Na MS v atletice 1995 v Göteborgu si ve finále vytvořila výkonem 15,18 metru osobní rekord, i přesto se mistryní světa nestala. Dál totiž skočila Inessa Kravecová z Ukrajiny, která výkonem 15,50 m vytvořila dosud platný světový rekord v trojskoku.

### LOH 1996
V roce 1996 se stala ve Stockholmu halovou mistryní Evropy v trojskoku a obsadila 4. místo v dálkařské soutěži. Na letních olympijských hrách v Atlantě v témže roce se probojovala do finále dálky, kde obsadila výkonem 682 cm 7. místo, i do finále trojskoku. V poslední, šesté sérii skočila do vzdálenosti 14,92 m a obsadila celkové 4. místo. Bronz vybojovala Šárka Kašpárková, která skočila o 6 centimetrů dál. Olympijskou medaili by však byla nucena odevzdat, protože během her měla pozitivní dopingový nález na metadienon, její výsledky byly anulovány a dostala dvouletý zákaz startu.

### Osobní rekordy
- hala - (14,82 m - 18. únor 1996, Liévin)
- dráha - (15,18 m - 10. srpen 1995, Göteborg)